# Обсерватория имени Босхи
Обсерватория имени Босхи — астрономическая обсерватория, основанная в 1923 году в деревне Лембанг (в 15 км севернее города Бандунг), Западная Ява, Индонезия. Обсерватория расположена на холмистой местности площадью 6 гектаров. Обсерватория находится в ведении Бандунгского технологического института.

## История обсерватории
Во время первого заседания Голландско-Индийского астрономического общества (нидерл. Nederlandsch-Indische Sterrekundige Vereeniging) в 1920-е годы было решено, что необходима обсерватория для изучения астрономии в Голландской Ост-Индии. Из всех предложенных мест на Индонезийском архипелаге было выбран район чайной плантации Малабар, в нескольких километрах от Бандунг на Западной Яве. Обсерватория была названа в честь владельца чайной плантации К. Босхи (нидерл. Karel Albert Rudolf Bosscha) , сына физика Иоганна Босхи, являвшегося основной движущей силой в развитии науки и техники Голландской Ост-Индии, который предоставил шесть гектаров своего имущества для новой обсерватории. Строительство обсерватории началось в 1923 году и было завершено в 1928 году. С тех пор наблюдения не прерывались. Наблюдения в обсерватории имени Босха были остановлены во время Второй мировой войны и после войны требовалась реконструкция. 17 октября 1951 года Голландско-Индийское астрономическое общество передало руководство обсерваторией правительству Индонезии. В 1959 году руководство обсерваторией было передано Технологическому институту Бандунга, и она стала неотъемлемой частью исследований и образовательного процесса в области астрономии в Индонезии.

## Инструменты обсерватории
- Двойной 60-см рефрактор Zeiss (F=10.7 м)
- Телескоп системы Шмидта «Bima Sakti» (D=51/71 см, F=2.5 м, изготовлен в 1958 году)
- Рефрактор «Bamberg» (D=37 см, F=7 м, изготовлен в 1927 году)
- Cassegrain GOTO (D = 45 см, F=540 см)
- Рефрактор Unitron (D=13 см, F=87см)
- Телескопы Коронадо (H-альфа)
- Солнечный телескоп (D=10,2 см, F=150см)
- Шмидт-Кассегрен (D=20,3 см, F=203см)
- Небольшой радиотелескоп

## Направления исследований
- Двойные звезды
- Затменные-переменные звезды (фотометрия)
- Съемка Луны и других планет
- Кометы, астероиды
- Структура Млечного Пути
- Спектральные наблюдения звезд
- Сверхновые звезды
- Солнце
- Наблюдения транзитов экзопланет

## Руководители обсерватории
- 1923—1940: доктор Йоан Вут[англ.]
- 1940—1942: профессор Виллем де Ситтер
- 1942—1946: Prof. Dr. Masashi Miyaji[яп.]
- 1946—1949: Prof. Dr. J. Hins
- 1949—1958: профессор, доктор философии Гале Бруно ван Альбада
- 1958—1959: Prof. Dr. Ping Hok Ong and Santoso Nitisastro (временные офицеры)
- 1959—1968: Prof. Dr. The Pik Sin
- 1968—1999: Prof. Dr. Bambang Hidayat
- 1999—2004: Dr. Moedji Raharto
- 2004—2006: Dr. Dhani Herdiwijaya
- 2006—2009: Dr. Taufiq Hidayat
- 2009— н. в.: Dr. Hakim L. Malasan

## Известные сотрудники
- Оке Валленквист[англ.]
- Пауль тен Бруггенкате[англ.]

## Интересные факты
- Обсерваторию за год в среднем посещает 40 000 посетителей, для которых проводятся наблюдения планет, Луны и Солнца.